# Nielsen (azienda)
The Nielsen Company (fino al 2007 Verenigde Nederlandse Uitgeversbedrijven) è una multinazionale con sede principale negli Stati Uniti che si occupa di ricerche di mercato, nata nel 1964 dalla fusione di due case editrici olandesi, la De Spaarnestad e la Cebema.

## Storia
In origine il suo nome era Verenigde Nederlandse Uitgeversbedrijven, che significa "Case editrici olandesi riunite". Il suo nome fu accorciato in VNU nel 1999.
Nei primi di gennaio 2007, riconoscendo la notorietà del nome della sua controllata più celebre, AC Nielsen, è diventata The Nielsen Company.

Il 30 marzo 2022 Nielsen ha annunciato di aver accettato un'offerta da 16 miliardi di dollari da un gruppo di investitori di private equity guidati da Evergreen Coast Capital Corporation, un'affiliata di Elliott Investment Management LP, e  Brookfield Business Partners LP. Se la transazione si chiude, la Nielsen passerà da società ad azionariato diffuso a compagnia privata.
In Italia è presente con la sua controllata AGB Nielsen, il cui presidente è Alberto Dal Sasso e l'amministratore delegato è Laurent Zeller.

## Attività
Le Aree Nielsen sono porzioni geografiche commercialmente omogenee in cui la Nielsen suddivide il territorio di un Paese per effettuare rilevazioni e quote e stime di mercato, copertura, prezzi e una serie di analisi a favore delle attività di marketing e la distribuzione commerciale di beni e servizi.
L'Italia viene divisa in quattro aree Nielsen: 
- Area 1: Piemonte, Valle d'Aosta, Liguria, Lombardia;
- Area 2: Trentino-Alto Adige, Veneto, Friuli-Venezia Giulia, Emilia-Romagna;
- Area 3: Toscana, Umbria, Marche, Lazio, Sardegna (dal 1º gennaio 2006);
- Area 4: Abruzzo, Molise, Puglia, Campania, Basilicata, Calabria, Sicilia.